# Pietà (Kelkheim-Münster)

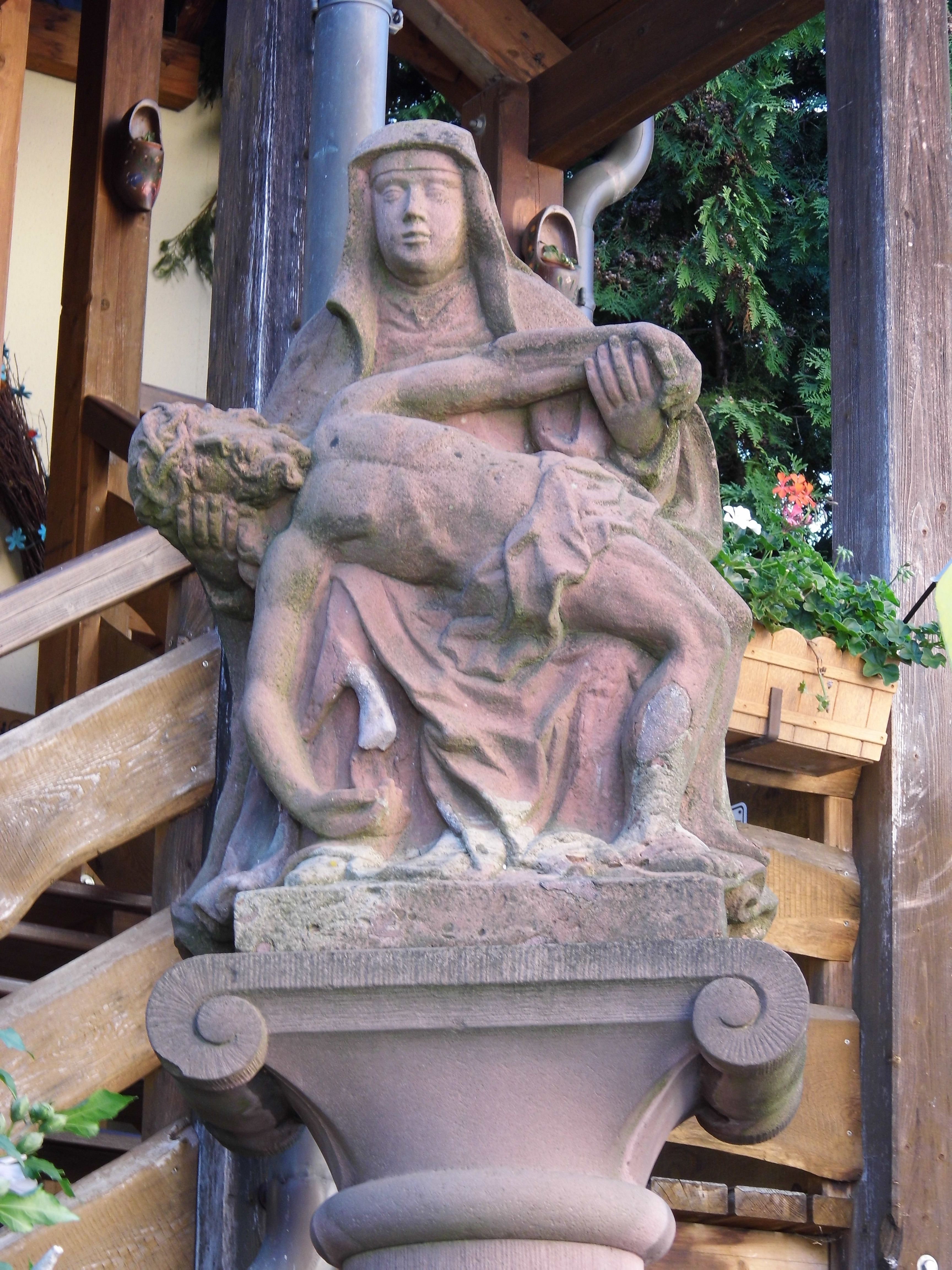
Die Pietà von Kelkheim-Münster

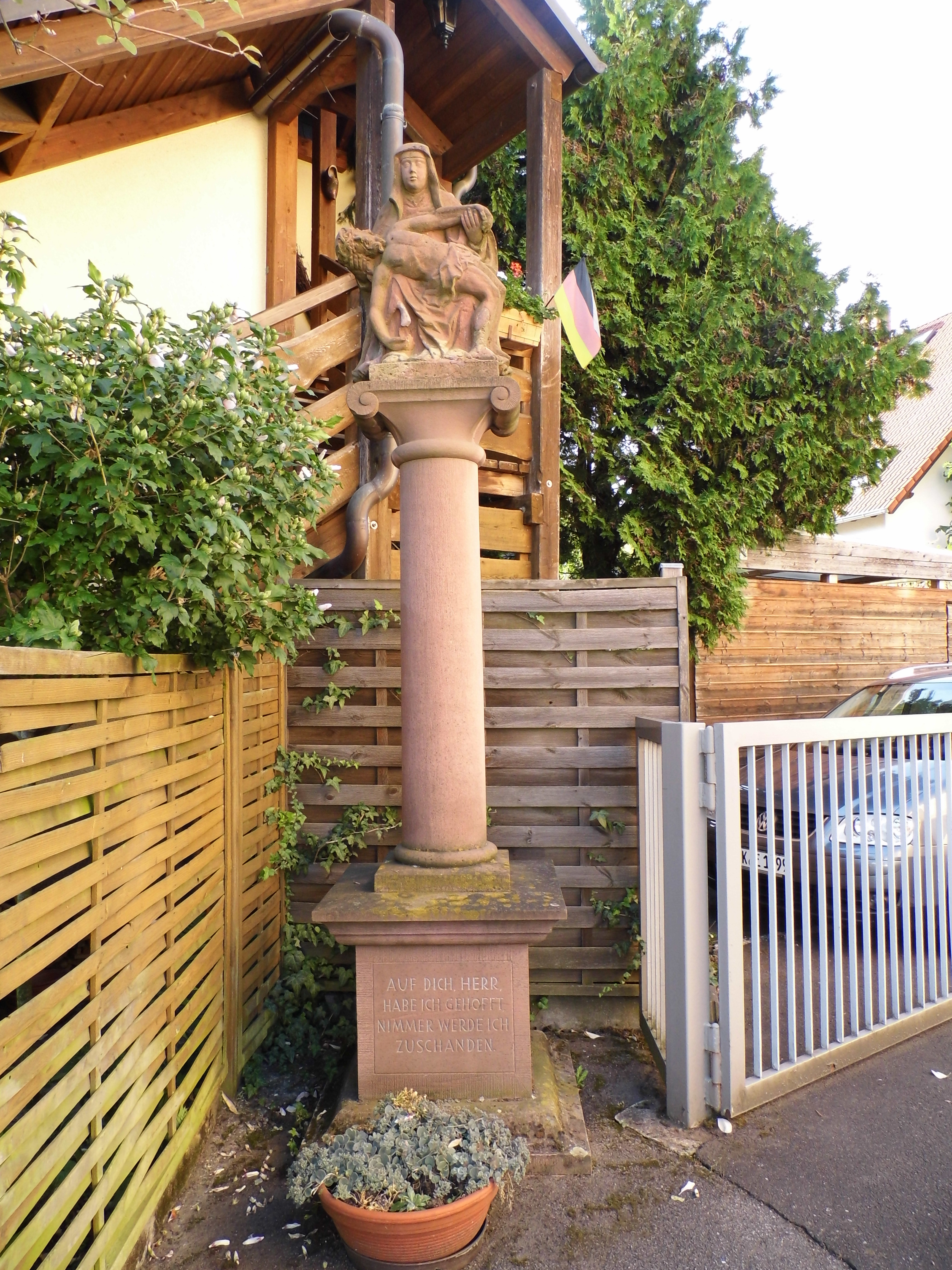
Die Pietà an ihrem alten Standort (bis Juli 2023)

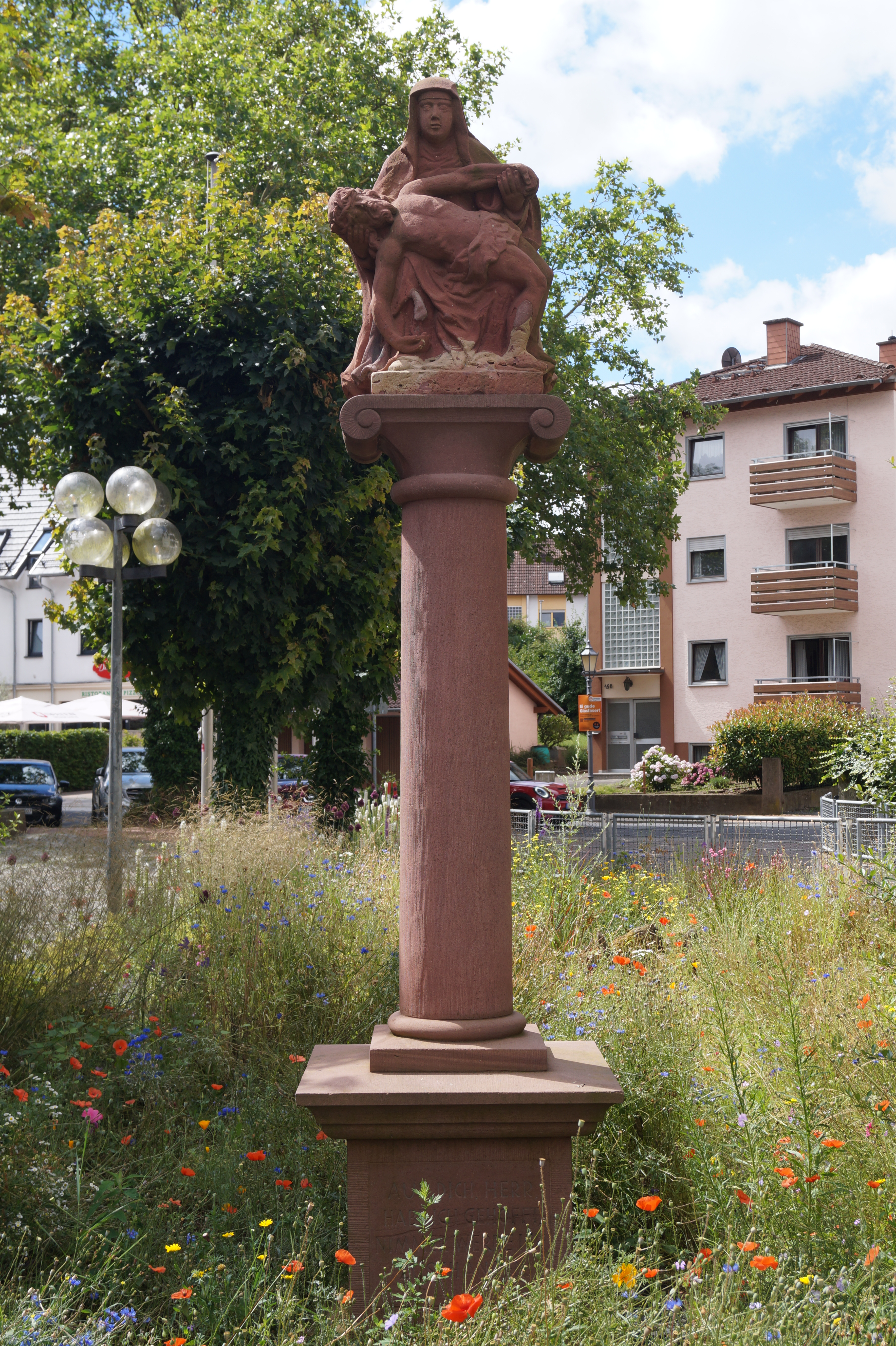
Die Pietà an ihrem neuen Standort

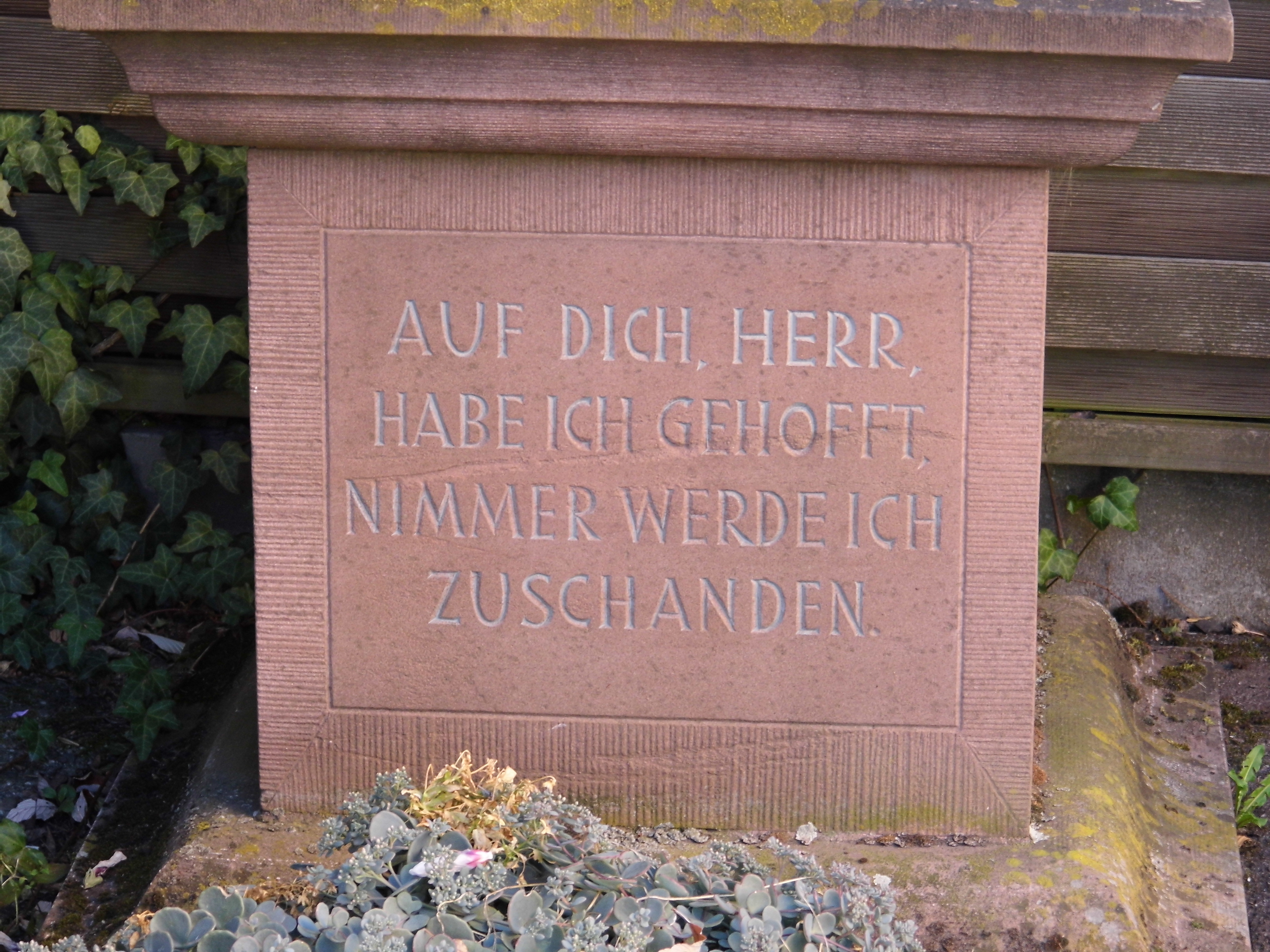
Sockelinschrift von 1971

Die Pietà von Kelkheim-Münster ist eine Sandstein-Skulptur aus dem 17. oder 18. Jahrhundert. Sie ist nach § 2 Absatz 1 des Hessischen Denkmalschutzgesetz als Kulturdenkmal mit der Nummer 46383 eingetragen.

## Beschreibung
Die Pietà steht auf einer etwa 1,60 m hohen Säule mit Volutenkapitell, die auf einem etwa 0,80 m hohen Sockel ruht. Der Sockel trägt die Inschrift „Auf dich, Herr, habe ich gehofft, nimmer werde ich zuschanden“. Sockel und Säule stammen aus dem Jahre 1971. Die ursprüngliche Sockelinschrift lautete: „Errichtet von Peter Mohr und Elisabeth, geb. Reul“.
Die Skulptur zeigt den vom Kreuz abgenommen Christus auf dem Schoß seiner Mutter Maria liegend. Er ist nur mit einem Lendenschurz bekleidet. Maria stützt mit ihrer rechten Hand den Kopf ihres Sohnes, während ihre Linke seinen linken Arm festhält. Die linke Hand Christus’ hängt mit leicht angewinkelten Fingern schlaff herunter. Der rechte Arm hängt herunter während die Hand mit der nach oben gekehrter Handfläche und angewinkelten Fingern auf ihrem rechten Fuß ruht. Maria schaut nicht wie für den Barock üblich auf ihren Sohn herab, sondern blickt nach gotischer Manier in Richtung des Betrachters. Die Pietà wurde als „künstlerisch und typologisch bedeutendes sakrales Kleindenkmal“ unter Denkmalschutz gestellt.

## Geschichte
Offiziell wird die Pietà um 1680 datiert. Die in der Stiftungsinschrift erwähnten Personen werden jedoch mit Peter Mohr, der am 8. März 1728 in Münster am Taunus geboren wurde und am 12. Februar 1775 ebenda starb und seiner Frau Maria Elisabeth Reul, die er am 6. November 1752 in Münster am Taunus ehelichte, gleichgesetzt. Ihr gemeinsamer Sohn Christian Mohr stieß beim Einfahren in den elterlichen Hof in der Backesgasse mit dem Ochsenfuhrwerk gegen eine Torsäule und die Toreinfahrt stürzte über ihm zusammen. Christian wurde lebensgefährlich verletzt. Sein Vater gelobte: „Wenn der Junge mit dem Leben davonkommt, soll auf den Säulen eine Muttergottesstatue errichtet werden.“ Christian überlebt, war jedoch infolge des Unfalls Halbinvalide. Die Eheleute gaben 1770 die Skulptur bei dem gegenüber wohnenden Steinmetz Haub in Auftrag. Dieser fertigte aus der eingestürzten Sandsteinsäule Sockel, Säule und Pietà und richtete sie vor der Hofeinfahrt in der Backesgasse, der heutigen Frankfurter Straße 141 (Flur 12, Flurstück: 55/1), auf.
Der Sockel und die Säule wurden 1962 beim Abbruch des Hauses zerstört. 1971 wurde die Pietà restauriert und auf einem neuen Sockel und neuer Säule, etwa 7 m zurückversetzt, aufgestellt. Der Sockel wurde mit einer neuen Inschrift versehen. Da das Denkmal an diesem Standort von vielen Menschen nicht gesehen wurde und auch nicht zur Geltung kam, wurde im Juni 2023 die Translozierung beschlossen. Schon im darauffolgenden Juli fand die Pietà am Kirchplatz etwa 15 m südwestlich der Kirche St. Dionysius auf dem Gelände der Frankfurter Straße 157 (Flur: 15, Flurstück: 80/2) ihren neuen Standort.